# Elšani

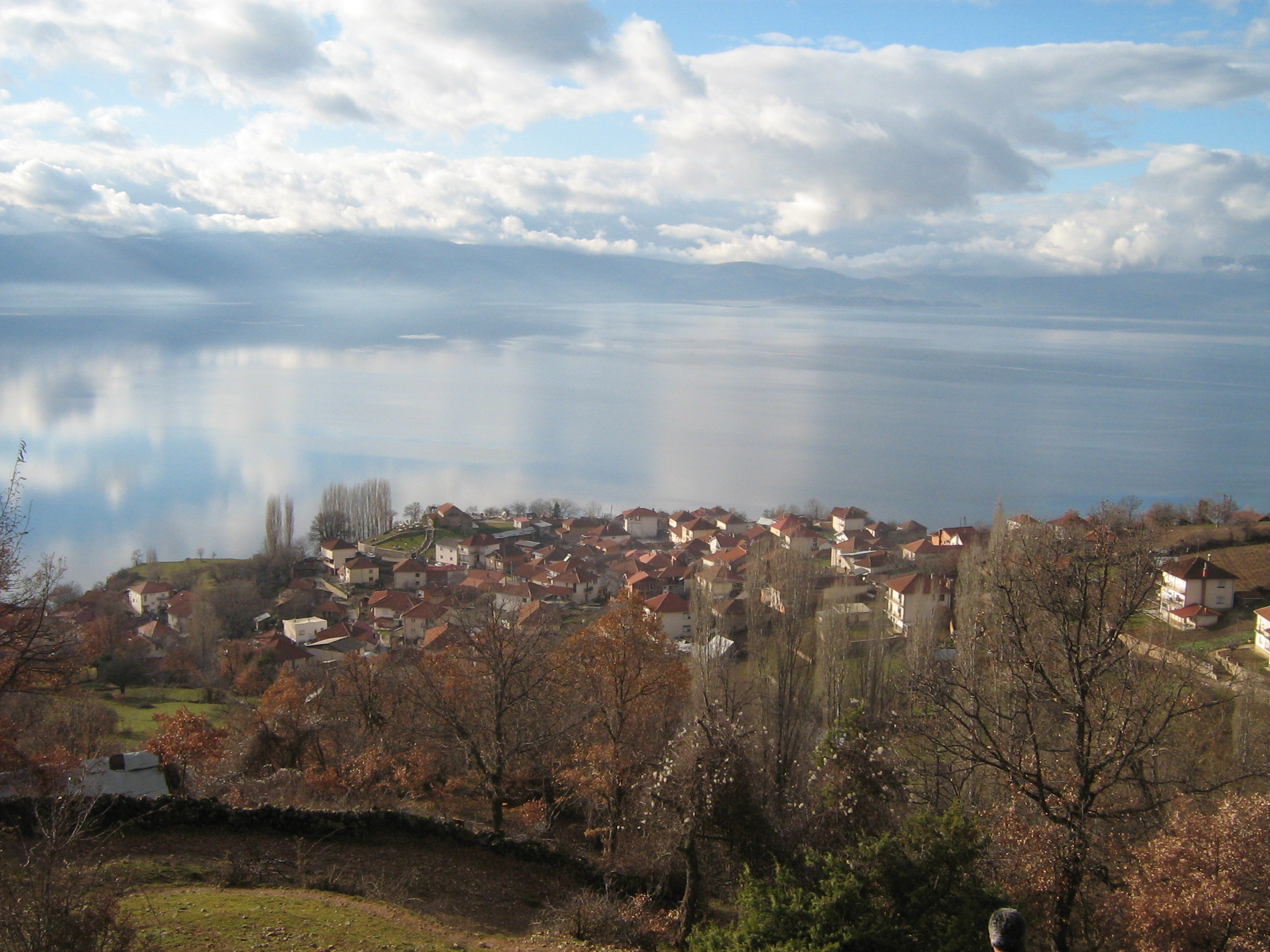
Pohled na vesnici Elšani a Ochridské jezero

Elšani (makedonsky: Елшани) je vesnice v Severní Makedonii. Nachází se v opštině Ochrid v Jihozápadním regionu. Leží 10 km od města Ochrid na západním svahu pohoří Galičica nedaleko Ochridského jezera. Vesnice je v nadmořské výšce 850 metrů.

## Demografie
Ve vesnici podle posledního sčítání lidu z roku 2002 žije 590 obyvatel, kteří se zde zdržují celý rok. Dále zde má okolo 400 lidí prázdninový dům, kde žijí kvůli sezónní práci.
Všichni zdejší obyvatelé jsou Makedonci a jako jediný rodný jazyk využívají makedonštinu.
Celá vesnice je ovlivněna pravoslavnou církví, první kostel zde stál již v roce 1408.

## Ekonomika
Většina místních obyvatel pracuje v hotelích u Ochridského jezera. Dále má téměř každá rodina vlastní vinohrady a zahradu, dobytek a tradičně vyrábí víno či rakiju.